# Tran und Helle
Tran und Helle war eine populäre Kurzfilmserie der NS-Propaganda. Die in einer humoristischen Weise gestalteten Filme um den linientreu aufgeklärten Volksgenossen Helle und den schwerfällig-tumben Tran wurden im Vorprogramm der Kinos ab Beginn des Zweiten Weltkriegs vor der Wochenschau gezeigt. Ludwig Schmitz spielte den Tran in der Serie, Helle wurde von Jupp Hussels dargestellt.

## Handlung
Die Kurzfilme folgen durchgehend einer recht einfachen Dramaturgie. Der als naiv und verführbar dargestellte Tran erliegt nur allzu leicht den Einflüsterungen und Verlockungen ausländischer „Feindpropaganda“ in Wort (Zeitungen, Bücher) und Ton (BBC London). Somit hegt er stets Zweifel an der Richtigkeit des von den nationalsozialistischen Machthabern angezettelten Zweiten Weltkriegs und beklagt wortreich die kriegsbedingten Entbehrungen oder beginnt entgegen den durch die NS-Propaganda verbreiteten Verhaltensregeln Lebensmittel zu horten oder sich auf andere Art „volksschädlich“ zu verhalten. Die Figur des Helle ist als „vorbildlicher Volksgenosse“ so angelegt, dass dieser den „begriffsstutzigen“ Tran über die (im NS-Sinne) „Wahrheit“ aufklärt, ihn ideologisch wieder auf die richtige Spur bringt und zu korrektem Handeln anleitet.
Regie führte bei diesen nur minutenkurzen Filmen (1939/40) der seit dem Ersten Weltkrieg als Spielfilmregisseur erfahrene Johannes Guter.

## Sonstiges
Die Texte wurden von Ludwig Schmitz und Jupp Hussels selbst geschrieben. Insgesamt entstanden mehr als 80 Kurzfilme. Die Filme waren so populär, dass Schmitz bei Auftritten in Zeitungsanzeigen angekündigt wurde als „Der Mann, über den Millionen Menschen täglich lachen!“ sowie „Seine Majestät, der Hamsterkönig ‚Tran‘, bekannt aus den lustigen Tran- und Helle-Filmen“.
Die Serie wurde im Herbst 1940 eingestellt – die Machthaber sahen wohl inzwischen die Gefahr, dass Zuschauer sich mit Tran identifizieren könnten. Jedoch wurde auch nach Einstellung der Serie in der Presse noch längere Zeit auf die Figuren Bezug genommen.
Eine weibliche Analogie bildete das Filmpaar Liese und Miese.

## Weblink
- Zwei Beispielfilme auf Youtube Eins und Zwei